# Ipheion
Ipheion é um género botânico pertencente à família Alliaceae.